# 印尼亞洲航空
印尼亞洲航空（英語：Indonesia AirAsia，IATA：QZ；ICAO：AWQ）是印尼一家低成本航空公司，為馬來西亞亞洲航空集團的附屬公司之一，總部設於雅加达，提供國內航線及國際航線服務。其樞紐機場是蘇加諾－哈達國際機場。

## 歷史
- Awair

印尼亞洲航空前身是Air Wagon International，由穆斯林教士聯合會（Nahdlatul Ulama Muslim organisation）前主席阿卜杜勒-拉赫曼·瓦希德於1999年成立。瓦希德原持有公司的40%股份，但同年10月他因成功當選印尼總統而放棄股權。2000年6月22日，公司以空中巴士A300和A310正式開始商業營運，但所有航班於2002年3月曾一度暫停，Awair直至2004年12月成為亞洲航空附屬成員後，才恢復營運，只營運國內航線。
- Indonesia AirAsia

2005年12月1日，Awair更名為印尼亞洲航空。馬來西亞亞洲航空持有印尼亞洲航空49%股份，Fersindo Nusaperkasa持有51%。
該公司於2011年第四季進行20%股份的首次公開募股，指定CIMB證券和瑞士信贷證券為擔保業者。

## 航線及目的地

### 印度尼西亞國內線
- 萬隆 - 萬隆國際機場（樞紐）
- 萬隆 - 戈達查帝國際機場
- 班達亞齊 - 蘇丹依斯幹達穆達機場
- 巴厘巴板 - 蘇丹阿吉穆哈瑪德蘇萊曼國際機場（英语：Sultan Aji Muhamad Sulaiman Airport）
- 丹帕沙/峇里島 - 伍拉·賴國際機場（樞紐）
- 雅加达 - 蘇加諾－哈達國際機場[4]（主要樞紐）
- 望加錫 - 蘇丹哈桑丁國際機場
- 萬鴉老 - 萬鴉老國際機場
- 棉蘭 - 棉蘭國際機場（樞紐）
- 三寶瓏 - 艾哈邁德雅妮國際機場
- 北干巴魯 - 蘇丹沙里夫二世國際機場（英语：Sultan Syarif Qasim II Airport）
- 坤甸 - 苏巴迪奥国际机场[4]
- 泗水 - 朱安达国际机场[5]（樞紐）
- 日惹 - 日惹國際機場

### 國際線
- 新加坡
  - 新加坡 - 樟宜機場
- 马来西亚
  - 吉隆坡 - 吉隆坡国际机场[4]
  - 槟城 - 檳城國際機場
  - 新山 - 士乃國際機場[4][5]
  - 亞庇 - 亞庇國際機場
  - 古晉 - 古晉國際機場
- 泰國
  - 曼谷 - 廊曼機場
  - 普吉 - 普吉國際機場
- 越南
  - 胡志明市 - 新山一國際機場
- - 珀斯 - 珀斯機場
  - 凱恩斯 - 凱恩斯機場
- 香港
  - 香港-香港國際機場
- 柬埔寨
  - 金邊-金邊國際機場
- - 汶萊-汶萊國際機場

## 機隊

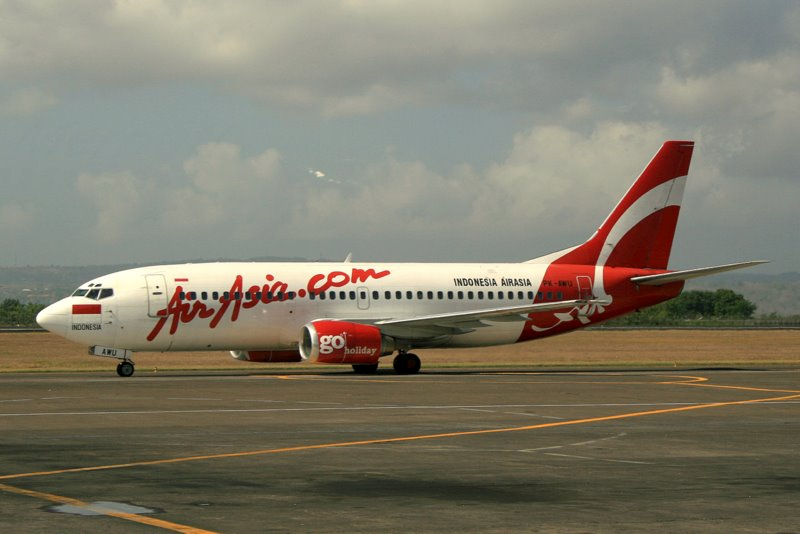
印尼亞航B737-300客機（現已退役）在伍拉·賴國際機場

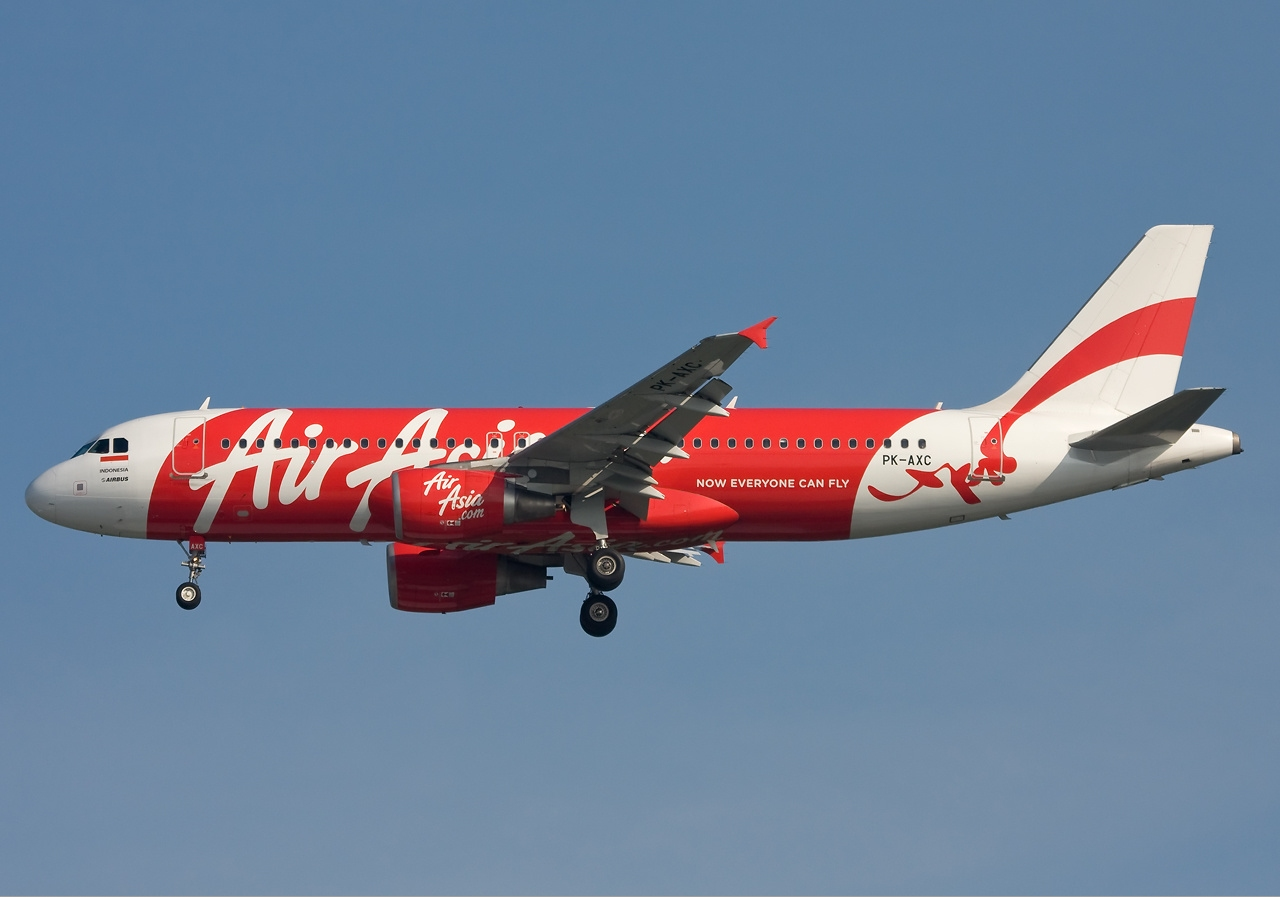
印尼亞航A320客機（該機已於2014年墜毀）

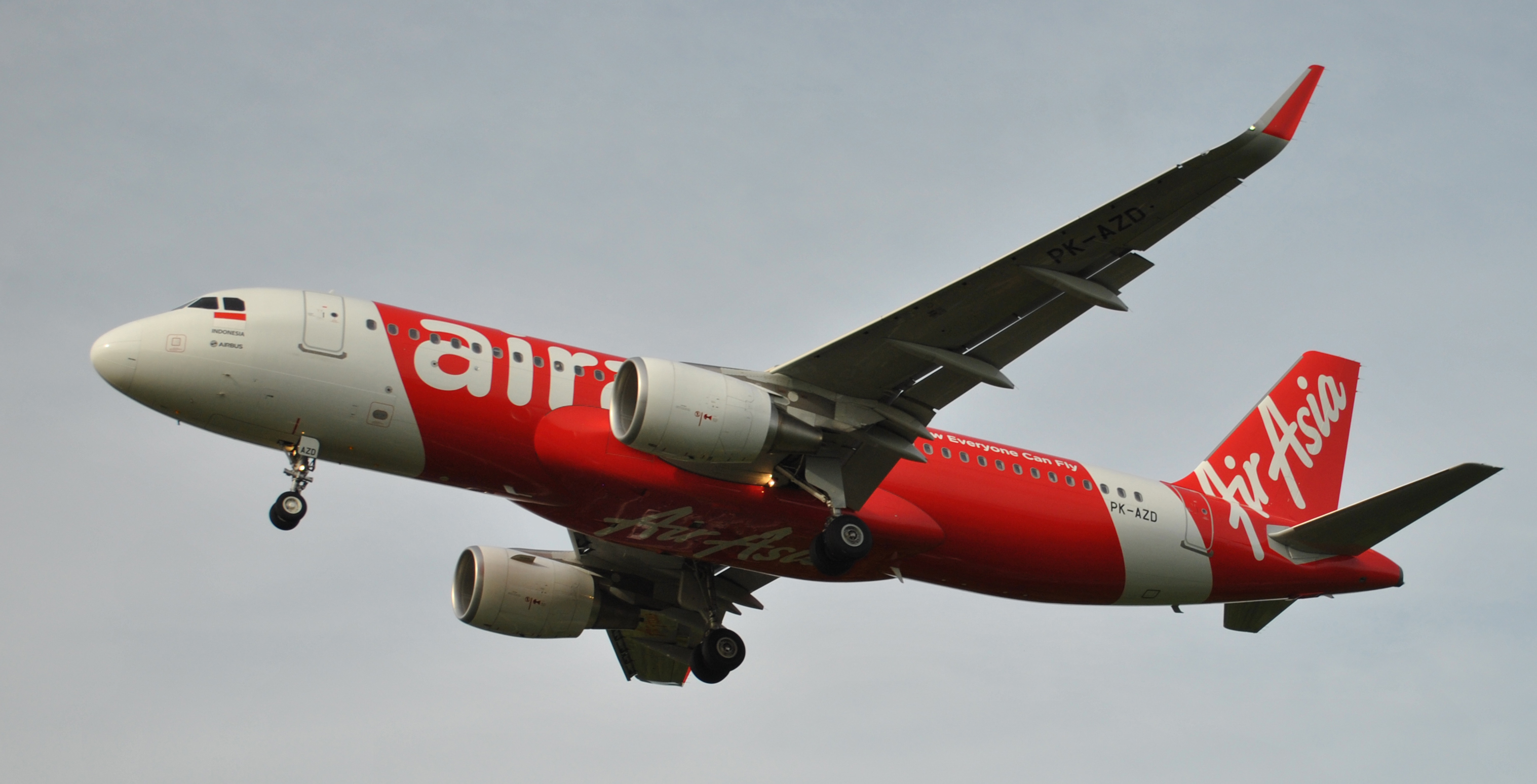
A320WL（現有塗裝）

截至2014年12月，印尼亞洲航空的平均機齡為4.2年，機隊詳情如下：

## 事故
2014年12月28日印尼亞洲航空公司8501號班機從印度尼西亞泗水飛往新加坡的客機（机型A320-216，注册号PK-AXC），該航班從當地時間05:35（UTC+7）在泗水國際機場起飛，並預定在08:30 SGT（UTC+8）抵達新加坡，這架飛機失去了與空中交通管制失聯於2014年12月28日當地時間早上7:24（UTC+7）在爪哇海上空失聯，失去聯絡前機組人員曾經要求更改路線。後來證實此飛機已墜毀。

## 外部連結
- 亞航官方網站（页面存档备份，存于）
- 印尼亞洲航空官方網站（页面存档备份，存于）
- 印尼亞洲航空飛機機齡資料（页面存档备份，存于）
- Indonesia 印尼亞洲航空機隊資料
- 印尼亞洲航空被禁止飛進歐盟領空